# 1 Reyes 3
1 Reyes 3 es el tercer capítulo de los Libros de los Reyes de la Biblia hebrea o Primer Libro de los Reyes del Antiguo Testamento de la Biblia cristiana El libro es una compilación de varios anales que registran los actos de los reyes de Israel y Judá por un compilador deuteronómico en el siglo VII a. C., con un suplemento añadido en el siglo VI a. C.. Este capítulo pertenece a la sección centrada en el reinado de Salomón sobre el reino unificado de Judá e Israel (1 Reyes 1 a 11). Este capítulo se centra en el reinado de Salomón, el rey de Israel.

## Texto
Este capítulo fue escrito originalmente en lengua hebrea y desde el siglo XVI se divide en 28 Versículos.

## El juicio de Salomón (3:16-28)

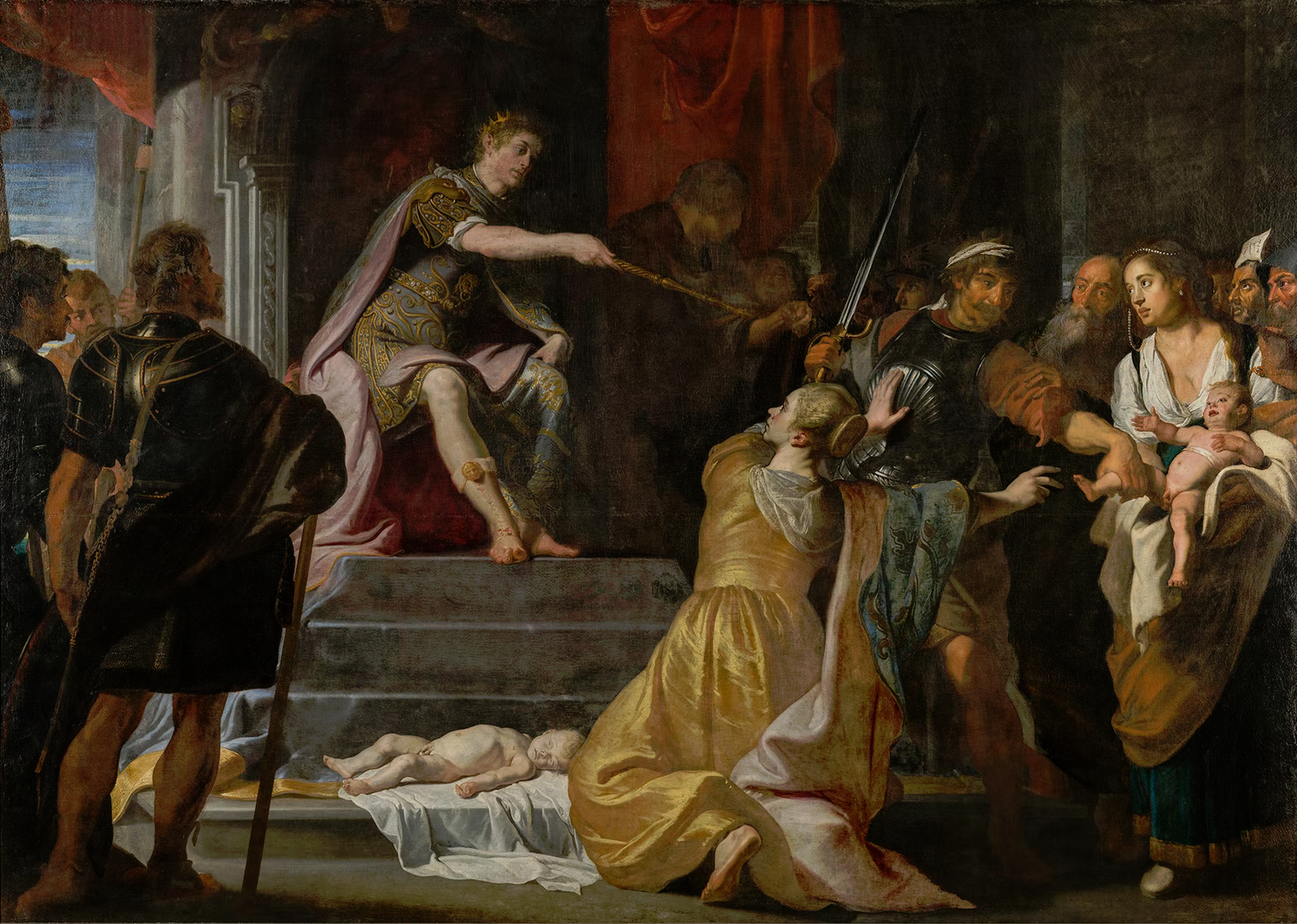
El juicio de Salomón por Gaspar de Crayer, c. 1620

### Testigos textuales
Algunos de los primeros manuscritos que contienen el texto de este capítulo en hebreo pertenecen a la tradición del Texto Masorético, que incluye el Códice de El Cairo (895), el Códice de Alepo (siglo X) y el Códice Leningradensis (1008). Fragmentos que contienen partes de este capítulo en hebreo se encontraron entre los Rollos del Mar Muerto, es decir, 5Q2 (5QReyes; 150-50 a. C.) con los Versículos 1, 16-17, 27-37 existentes..
También existe una traducción al griego koiné conocida como Septuaginta, realizada en los últimos siglos a. C.. Los manuscritos antiguos existentes de la versión Septuaginta incluyen el Codex Vaticanus (B; {\displaystyle {\mathfrak {G}}}B; siglo IV) y el Codex Alexandrinus (A; {\displaystyle {\mathfrak {G}}}A; siglo V).